# Gabriel Quesmel
Pas d'image ? Cliquez ici

a Compétitions nationales et continentales officielles uniquement.

Dernière mise à jour le 30 avril 2025.
Gabriel Quesmel, né le 4 juillet 1995, est un joueur français de rugby à XV. Il évolue aux postes de deuxième ligne, de troisième ligne aile ou de troisième ligne centre au Rennes EC.

## Biographie
Gabriel Quesmel commence la pratique du rugby à XV au Dieppe Universitaire Club rugby (Dieppe UC) avant de partir au pôle espoirs du lycée Lakanal à Sceaux. Il y est recruté par le Stade français Paris et intègre son centre de formation où il reste six saisons. Il étudie à l'université Panthéon-Sorbonne.
Il joue un an à l'AS Béziers et intègre le centre de formation.
En 2017, il signe un contrat d'un an avec le RC Vannes,,,,,.
En 2018, il rejoint le Rennes EC, et intègre le centre de formation.
Il joue pour le Rugby Club de la Marine Nationale (RCMN) et il remporte la médaille de bronze avec l'équipe de France militaire à la Coupe du monde 2015,,,.
Il est sélectionné en équipe de France de rugby à sept des plus de 18 ans,.